# Тагаметса
Та́гаметса (эст. Tagametsa) — деревня на севере Эстонии в волости Сауэ уезда Харьюмаа. На севере деревня граничит с Ээсмяэ, на востоке с Пяринурме и Люманду, на юге с Кохату и Метсанурга, на западе с Муузика и Аллика. В 2012 году население деревни составляло 109 человек.
Деревня была сформирована на бывших землях колхоза «Калев», состоявшего из деревень Кябикюла, Пырскюла, Вяльятага и большой части исторической деревни Альткюла.
В деревне находится мыза Липи (нем. Lippi) — бывшая побочная мыза Ээсмяэ.
Через территорию Тагаметса протекает река Вазелемма. Также здесь находится озеро Вахеру и болото Вахару. На юго-западе деревни расположена часть заказника Люманду.

## Население
| 2005 | 2006  | 2007  | 2008  | 2009 | 2010  | 2011  | 2012  |
| ---- | ----- | ----- | ----- | ---- | ----- | ----- | ----- |
| 111  | ↗ 121 | ↘ 120 | ↗ 125 | 125  | ↗ 135 | ↗ 134 | ↘ 109 |